# Picramnia deflexa
Picramnia deflexa är en tvåhjärtbladig växtart som beskrevs av William Wayt Thomas. Picramnia deflexa ingår i släktet Picramnia och familjen Picramniaceae. Inga underarter finns listade.